# Porphyrinia transmittens
Porphyrinia transmittens là một loài bướm đêm trong họ Noctuidae.